# Ischyrosyrphus laternarius
Ischyrosyrphus laternarius là một loài ruồi trong họ Ruồi giả ong (Syrphidae). Loài này được Müller mô tả khoa học đầu tiên năm 1776. Ischyrosyrphus laternarius phân bố ở vùng Cổ Bắc giới